# シモン・ラクス
シモン・ラクス（Szymon (Simon) Laks, 1901年11月1日 - 1983年12月11日）は、フランスで活動したポーランドの作曲家。
ワルシャワ出身。ヴィリニュスとワルシャワで2年間数学を学んだ後、1921年からワルシャワ音楽院で和声と対位法を学んだ。1926年にウィーンに行き、翌年にはパリに移って、パリ国立高等音楽・舞踊学校で作曲をピエール・ヴィダルに、管弦楽法をアンリ・ラボーに学んだ。パリでは新古典主義音楽に傾倒し、アレクサンドル・タンスマンと親交を結んだ。
1941年、ナチス・ドイツによって捕えられ、翌年にアウシュヴィッツ＝ビルケナウ強制収容所に送られたが、収容所オーケストラの指揮者兼編曲家として生き延びることができた。1944年にダッハウ強制収容所に移送されたが、ダッハウ強制収容所がアメリカ軍によって解放され、パリに戻ることができた。
戦後は戦前の作風とは一変して調性は厳格となり、ポリフォニーは明快かつ独特のものとなり、さらにポーランド音楽の要素が加わるようになった。第三次中東戦争に衝撃を受け、1967年以降は作曲をほとんどせずに、作家・翻訳家として活動した。

## 主な作品

### 管弦楽曲
- 弦楽のためのシンフォニエッタ（1936）
- ポーランド組曲（1936）
- ヴァイオリンとオーケストラのための詩曲（1954）
- 弦楽のための交響曲（1964）

### 室内楽曲
- ピアノのためのソナチネ（1927）
- チェロとピアノのためのソナタ（1932）
- 弦楽四重奏曲第3番（1945）
- ヴァイオリン・チェロ・フルート・オーボエのためのパッサカリア（1946）
- チェンバロのための短いソナタ（1946）
- ピアノのためのバラード～ショパンへのオマージュ（1949）
- 弦楽四重奏曲第4番（1962）
- 弦楽四重奏曲第5番（1962）
- 2つのチェロのための対話（1964）
- フルート・ヴァイオリン・チェロ・ピアノのためのディヴェルティメント（1966）

## 文献
- Laks, Szymon: Musik in Auschwitz, übers. von Mirka und Karlheinz Machel, hg. und mit einem Nachwort versehen von Andreas Knapp; Droste-Verlag, Düsseldorf 1998
- Lagerwey, Mary Deane: Reading Auschwitz, Ethnographic Alternatives, Vol.5 (hg. v. Carolyn Ellin, Arthur Bochner), Altamira Press, Walnut Creek 1998.
- Helman, Zofia: Art. Laks, Szymon, in: Die Musik in Geschichte und Gegenwart – allgemeine Enzyklopädie der Musik, hg. v. Ludwig Finscher, Personenteil 9, 2., neubearb. Ausg., Kassel [u.a.] 2002, Sp. 1035-1036.